# Paralomys gerbillus
Genre
Espèce
Statut de conservation UICN

 LC  : Préoccupation mineure
Paralomys gerbillus est une espèce de rongeurs de la famille des Cricétidés endémique du Pérou. C'est la seule espèce du genre Paralomys.
Des études effectués en 2015 suggèrent que cette espèce appartiendrait au genre Phyllotis, elle pourrait donc changer de nom binomial prochainement.